# Andrés Correa
Andrés Correa Valencia (Envigado, Colombia; 29 de enero de 1994) es un futbolista Colombiano. Juega de Lateral. Actualmente milita en Deportivo Cali de la Categoría Primera A de Colombia.

## Trayectoria

### Independiente Medellín
Debutó con el equipo poderoso con tan solo 17 años de edad en la temporada 2011, sus buenas presentaciones en divisiones menores lo llevaron a ser convocado para las categorías juveniles de Colombia. Un año más tarde, Correa fue el encargado de ejecutar el último penalti frente a Luis Delgado, en la final entre Millonarios - Independiente Medellín, desafortunadamente para él erraría la ejecución y el cuadro embajador logró su 14.ª vuelta olímpica en el rentado local, recuperando en ese momento en solitario el rotulo de "el mas veces campeón".
Como dato curioso, en esa final Andrés ingresó al terreno de juego cuando restaban 24 minutos para culminar el encuentro y jugaba con el dorsal #13; Coincidiendo con el hecho de que el club capitalino hasta ese día tenía 13 estrellas y llevaba 24 años sin salir campeón.

## Selección nacional

### Participaciones en Copas del Mundo
| Mundial                     | Sede    | Resultado        |
| --------------------------- | ------- | ---------------- |
| Copa Mundial Sub-20 de 2013 | Turquía | Octavos de final |

## Estadísticas

### Clubes
| Club                              | Div.          | Temporada     | Liga  | Liga  | Copas | Copas | Internacional | Internacional | Total | Total |
| Club                              | Div.          | Temporada     | Part. | Goles | Part. | Goles | Part.         | Goles         | Part. | Goles |
| --------------------------------- | ------------- | ------------- | ----- | ----- | ----- | ----- | ------------- | ------------- | ----- | ----- |
| Independiente Medellín · Colombia | 1.ª           | 2011          | 0     | 0     | 1     | 0     | -             | -             | 1     | 0     |
| Independiente Medellín · Colombia | 1.ª           | 2012          | 4     | 0     | 4     | 0     | -             | -             | 8     | 0     |
| Independiente Medellín · Colombia | 1.ª           | 2013          | 0     | 0     | 3     | 0     | -             | -             | 3     | 0     |
| Independiente Medellín · Colombia | 1.ª           | 2014          | 6     | 0     | -     | -     | -             | -             | 6     | 0     |
| Independiente Medellín · Colombia | Total club    | Total club    | 10    | 0     | 8     | 0     | 0             | 0             | 18    | 0     |
| Fortaleza CEIF · Colombia         | 1.ª           | 2014          | 7     | 0     | -     | -     | -             | -             | 7     | 0     |
| Fortaleza CEIF · Colombia         | Total club    | Total club    | 7     | 0     | 0     | 0     | 0             | 0             | 7     | 0     |
| Seattle Sounders Estados Unidos   | 1.ª           | 2015          | 0     | 0     | -     | -     | 0             | 0             | 0     | 0     |
| Seattle Sounders Estados Unidos   | Total club    | Total club    | 0     | 0     | 0     | 0     | 0             | 0             | 0     | 0     |
| Tacoma Defiance Estados Unidos    | 2.ª           | 2015          | 17    | 0     | -     | -     | -             | -             | 17    | 0     |
| Tacoma Defiance Estados Unidos    | Total club    | Total club    | 17    | 0     | 0     | 0     | 0             | 0             | 17    | 0     |
| Boyacá Chicó · Colombia           | 1.ª           | 2016          | 31    | 1     | 1     | 0     | -             | -             | 32    | 1     |
| Boyacá Chicó · Colombia           | Total club    | Total club    | 31    | 1     | 1     | 0     | 0             | 0             | 32    | 1     |
| La Equidad · Colombia             | 1.ª           | 2017          | 40    | 0     | 1     | 0     | -             | -             | 41    | 0     |
| La Equidad · Colombia             | 1.ª           | 2018          | 18    | 0     | 2     | 0     | -             | -             | 20    | 0     |
| La Equidad · Colombia             | 1.ª           | 2019          | 9     | 0     | -     | -     | 2             | 0             | 11    | 0     |
| La Equidad · Colombia             | 1.ª           | 2020          | 10    | 0     | 2     | 0     | -             | -             | 12    | 0     |
| La Equidad · Colombia             | 1.ª           | 2021          | 28    | 0     | 1     | 0     | 7             | 0             | 36    | 0     |
| La Equidad · Colombia             | 1.ª           | 2022          | 42    | 0     | 1     | 0     | 1             | 0             | 44    | 0     |
| La Equidad · Colombia             | 1.ª           | 2023          | 33    | 1     | 2     | 0     | -             | -             | 35    | 1     |
| La Equidad · Colombia             | 1.ª           | 2024          | 41    | 0     | 2     | 0     | -             | -             | 43    | 0     |
| La Equidad · Colombia             | 1.ª           | 2025          | 18    | 0     | -     | -     | -             | -             | 18    | 0     |
| La Equidad · Colombia             | Total club    | Total club    | 239   | 1     | 11    | 0     | 10            | 0             | 260   | 1     |
| Deportivo Cali · Colombia         | 1.ª           | 2025          | 0     | 0     | -     | -     | -             | -             | 0     | 0     |
| Deportivo Cali · Colombia         | Total club    | Total club    | 0     | 0     | 0     | 0     | 0             | 0             | 0     | 0     |
| Total carrera                     | Total carrera | Total carrera | 288   | 2     | 20    | 0     | 10            | 0             | 318   | 2     |

### Selección
| Sub-17 · Colombia                                      | 2011                       | — | — | 9  | 0 | — | — | 9  | 0 |
| Sub-17 · Colombia                                      | Total                      | 0 | 0 | 9  | 0 | 0 | 0 | 9  | 0 |
| Sub-20 · Colombia                                      | 2013                       | — | — | 4  | 0 | 4 | 0 | 8  | 0 |
| Sub-20 · Colombia                                      | Total                      | 0 | 0 | 4  | 0 | 4 | 0 | 8  | 0 |
| Sub-21 · Colombia                                      | 2013                       | 4 | 0 | —  | — | — | — | 4  | 0 |
| Sub-21 · Colombia                                      | Total                      | 4 | 0 | 0  | 0 | 0 | 0 | 4  | 0 |
| Total Selecciones Colombia                             | Total Selecciones Colombia | 4 | 0 | 13 | 0 | 4 | 0 | 21 | 0 |
| (1) Incluye los partidos de:Eliminatorias Mundialistas |                            |   |   |    |   |   |   |    |   |